# Stade Joseph Marien
El Stade Joseph Marien es un estadio de fútbol ubicado en el municipio de Forest en la ciudad de Bruselas, Bélgica. El estadio fue inaugurado en 1919 y posee una capacidad para 9 000 espectadores. En él disputa sus juegos el club Union Saint-Gilloise de la Liga Belga.
En 1909 se ofreció a Union Saint-Gilloise un sitio en el Parque Duden de Forest, Bruselas. La construcción del estadio comenzó en 1915, durante la Primera Guerra Mundial, y terminó en 1919. El 14 de septiembre de 1919, el estadio se inauguró con un partido amistoso entre el Union Saint-Gilloise y el A. C. Milan.
El Stade Joseph Marien toma su nombre de Joseph Marien, uno de los presidentes que hizo grande al Union Saint-Gilloise, quien falleciera en la mañana del 19 de febrero de 1933, el día en que Union Saint-Gilloise jugó su clásico contra el Racing. Unos meses más tarde, el club decidió nombrar definitivamente el estadio en honor al fallecido dirigente.

### Juegos Olímpicos de Amberes 1920
El estadio en ese entonces llamado La Butte, albergó tres partidos del torneo de fútbol de los Juegos Olímpicos de Amberes 1920.
| N.º | Fecha                | Fase             | Partido                   | Resultado | Asistencia |
| --- | -------------------- | ---------------- | ------------------------- | --------- | ---------- |
| 1.  | 28 de agosto de 1920 | Primera ronda    | Países Bajos – Luxemburgo | 3 – 0     | 3.000      |
| 2.  | 28 de agosto de 1920 | Primera ronda    | Dinamarca – España        | 0 – 1     | 3.000      |
| 3.  | 29 de agosto de 1920 | Cuartos de final | Checoslovaquia – Noruega  | 4 – 0     | 4.000      |